# Aron Pollitz
Aron Pollitz (* 11. Februar 1896 in Basel; † 13. November 1977 ebenda) war ein Schweizer Fussballspieler.

## Karriere
Aron Pollitz begann 1915 mit dem Fussballspielen beim BSC Old Boys Basel. 1920 absolvierte er sein erstes Länderspiel für die Schweizer Nationalmannschaft und nahm mit dieser an den Olympischen Sommerspielen 1924 in Paris teil. Dort gewann die Mannschaft die Silbermedaille. Nach seiner Rückkehr nach Basel fand Pollitz keinen Job, zog daraufhin nach Frankreich und spielte dort für den US Suisse Paris. Am 13. März 1927 traf Pollitz bei einem Spiel den Torhüter Georges Le Bidois an der Halsschlagader, was zum plötzlichen Tod von Le Bidois führte. Nach dem Vorfall verliess er Frankreich und kehrte wieder nach Basel zu den Old Boys zurück, für die er bis zu seinem Karriereende 1932 aktiv war.